# Nyled Station
Nyled Station er en jernbanestation i Nykøbing Sjælland.
Nyled
| Foregående station           |  | Lokaltog                                 |  | Efterfølgende station    |
| ---------------------------- |  | ---------------------------------------- |  | ------------------------ |
| Nykøbing SjællandEndestation |  | Lokaltog 510R Nykøbing Sjælland - Holbæk |  | Højby Sjællandmod Holbæk |

55°55′19″N 11°39′20″Ø / 55.92194°N 11.65556°Ø